# Vitis rotundifolia
Vitis rotundifolia — вид квіткових рослин з родини виноградових (Vitaceae). Ареал охоплює такі країни: США (Алабама, Арканзас, Делавер, Флорида, Джорджія, Кентуккі, Луїзіана, Мериленд, Міссурі, Міссісіпі, Північна Кароліна, Оклахома, Південна Кароліна, Теннессі, Техас, Вірджинія, Західна Вірджинія); Мексика (Веракруз та ін.); інтродукований до Європи.

## Середовище
Росте на висотах 0–1900 метрів. Населяє заплавні ліси, береги річок, лісові насадження, соснові ліси, чагарники піщаної сосни, високогірні та низинні ліси, болота, зарості, узлісся, скелясті виступи, дюни.

## Біоморфологічна характеристика
Рослини зазвичай високі, плетуться або розлогі, іноді кущові, зазвичай рідко гіллясті. Гілки: гілочки від округлих до злегка кутових, зазвичай рідко сірувато-павутинні, голі; вузли іноді з червоними смугами. Листя: прилистки 1–2 мм; ніжка листка здебільшого ± дорівнює пластинці; пластинка 2–12 см, рідко лопатева, верхівка коротко загострена. Суцвіття 3–8(10) см. Квітки функціонально одностатеві. Ягоди зазвичай чорні або пурпурові, іноді бронзові при дозріванні, сизуваті, кулясті, діаметром 8–25 мм, шкірка відділяється від м'якуша.
Цвіте та плодоносить цілий рік на півострові Флорида, наприкінці квітня–травня далі на північ; плодоносить наприкінці липня–вересня.

## Використання
Виноград можна вживати свіжим або використовувати для виробництва соку, желе чи вина. Існує кілька сортів винограду, найвідоміші з яких — Томас і Скаппернонг. Види підроду Muscadinia мають 40 хромосом, на відміну від 38 хромосом усіх інших видів Vitis. З цієї причини більшість гібридних лоз, створених з комбінації лоз Muscadinia та Vitis є стерильними. Крім того, багато сортів є дводомними, що дають виключно жіночі квіти.